# 坂口博文
坂口 博文（さかぐち ひろふみ、1948年（昭和23年）5月7日 - ）は、日本の政治家。元徳島県那賀町長（4期）。

## 経歴
徳島県出身。徳島県立日和佐高等学校卒業後、1968年（昭和43年）に旧木沢村役場の職員となる。
2005年（平成17年）に町村合併し那賀町が誕生してからは那賀町参事兼木沢支所長、助役、副町長を歴任。
2007年（平成19年）3月22日、那賀町長の日下正隆が土地開発公社名義で3億7500万円を借り入れ、流用したとする告白文書と辞職願を町議会議長に送り、姿をくらます（日下は7月5日に発見され逮捕）。日下の辞職に伴って行われた那賀町長選挙に出馬し、初当選した。

## 町政
- 2021年（令和3年）11月1日、LGBTなど性的少数者のカップルが婚姻に相当する関係にあると認める「パートナーシップ宣誓制度」を導入した[4]。